# Беллвілл (Джорджія)
Беллвілл (англ. Bellville) — місто (англ. city) в США, в окрузі Еванс штату Джорджія. Населення — 127 осіб (2020).

## Географія
Беллвілл розташований за координатами 32°9′18″ пн. ш. 81°58′42″ зх. д. / 32.15500° пн. ш. 81.97833° зх. д. (32.155023, -81.978229).  За даними Бюро перепису населення США в 2010 році місто мало площу 2,62 км², з яких 2,55 км² — суходіл та 0,07 км² — водойми.

### Клімат
| Клімат : Беллвілл            | Клімат : Беллвілл | Клімат : Беллвілл | Клімат : Беллвілл | Клімат : Беллвілл | Клімат : Беллвілл | Клімат : Беллвілл | Клімат : Беллвілл | Клімат : Беллвілл | Клімат : Беллвілл | Клімат : Беллвілл | Клімат : Беллвілл | Клімат : Беллвілл | Клімат : Беллвілл |
| Показник                     | Січ.              | Лют.              | Бер.              | Квіт.             | Трав.             | Черв.             | Лип.              | Серп.             | Вер.              | Жовт.             | Лист.             | Груд.             | Рік               |
| Абсолютний максимум, °C      | 27,2              | 30,0              | 31,7              | 35,6              | 36,7              | 41,1              | 41,7              | 40,6              | 40,0              | 35,6              | 30,6              | 28,9              | 41,7              |
| Середній максимум, °C        | 16,1              | 18,9              | 22,8              | 25,6              | 30,0              | 32,8              | 34,4              | 33,3              | 30,6              | 26,7              | 21,7              | 17,2              | 25,9              |
| Середній мінімум, °C         | 2,2               | 3,9               | 6,7               | 10,0              | 15,0              | 19,4              | 21,7              | 21,1              | 18,3              | 12,2              | 7,2               | 3,3               | 11,8              |
| Абсолютний мінімум, °C       | −18,9             | −10,6             | −8,9              | −2,2              | 5,0               | 8,9               | 14,4              | 13,3              | 7,2               | −1,1              | −5,6              | −10,6             | −18,9             |
| Норма опадів, мм             | 111               | 91                | 83                | 75                | 82                | 130               | 119               | 137               | 95                | 98                | 63                | 81                | 1165              |
| ---------------------------- | ----------------- | ----------------- | ----------------- | ----------------- | ----------------- | ----------------- | ----------------- | ----------------- | ----------------- | ----------------- | ----------------- | ----------------- | ----------------- |
| Джерело: The Weather Channel |                   |                   |                   |                   |                   |                   |                   |                   |                   |                   |                   |                   |                   |

## Демографія
Згідно з переписом 2010 року, у місті мешкали 123 особи в 53 домогосподарствах у складі 39 родин. Густота населення становила 47 осіб/км².  Було 62 помешкання (24/км²).
Расовий склад населення:
| - 91,9 % — білих - 7,3 % — чорних або афроамериканців |

До двох чи більше рас належало 0,0 %. Частка іспаномовних становила 1,6 % від усіх жителів.
За віковим діапазоном населення розподілялося таким чином: 22,0 % — особи молодші 18 років, 52,0 % — особи у віці 18—64 років, 26,0 % — особи у віці 65 років та старші. Медіана віку мешканця становила 48,2 року. На 100 осіб жіночої статі у місті припадало 108,5 чоловіків;  на 100 жінок у віці від 18 років та старших — 100,0 чоловіків також старших 18 років.
За межею бідності перебувало 9,8 % осіб, у тому числі 0,0 % дітей у віці до 18 років та 18,9 % осіб у віці 65 років та старших.
Цивільне працевлаштоване населення становило 74 особи. Основні галузі зайнятості: освіта, охорона здоров'я та соціальна допомога — 32,4 %, роздрібна торгівля — 29,7 %, оптова торгівля — 13,5 %, будівництво — 9,5 %.